# Jardin d'essais botaniques de Rabat
 (juin 2016).
Si vous disposez d'ouvrages ou d'articles de référence ou si vous connaissez des sites web de qualité traitant du thème abordé ici, merci de compléter l'article en donnant les références utiles à sa vérifiabilité et en les liant à la section « Notes et références ».
Le jardin d'essais botaniques de Rabat est un jardin botanique de dix-sept hectares situé dans le quartier de l'Agdal à Rabat, centré sur l'Avenue de la Victoire, avec une partie en amont donnant sur la rue Oqba et la Bibliothèque nationale, et une autre partie en aval limitée par l'Avenue Hassan II et qui abrite certains laboratoires de l'Institut national de la recherche agronomique du Maroc.
Créé en 1914, c'est l'un des plus anciens jardins d'essai et d'acclimatation. Il y avait à l'origine plus de 250 variétés d'arbres fruitiers et d'ornement, provenant de différentes régions du monde. Des travaux de réhabilitation ont été nécessaires avant sa réouverture au public en juin 2013.

## Histoire
Le jardin d'essai a été initié par Lyautey dès le début du Protectorat français au Maroc. Il fait appel à l'architecte paysagiste Jean Claude Nicolas Forestier qui en dessine les plans.

### Le Jardin d'essais auXXIesiècle
Le jardin d'essais est fermé au public pour des travaux de réhabilitation entre 2006 et 2013. Il est inauguré par le roi du Maroc le 17 juin 2013, avec une vocation botanique et pédagogique,,,.
2014
- Journée portes ouvertes commémorant le premier anniversaire de l’inauguration du jardin d’essais botaniques de Rabat[8]

2016
- Célébration du 3ème anniversaire de l'Inauguration du Jardin d'Essais botaniques de Rabat[9].
- Lancement des travaux de réaménagement du jardin d’essais botaniques de Rabat[10].

2017
- Conférence sous le thème «Le jardin d’essais botanique de Rabat, patrimoine culturel et laboratoire naturel[11]

2019
- Exposition d’art contemporain «Etats d’Urgence d’Instants Poétiques»[12]

2022
- Projet pilote entre le groupe Visegrad et l'national de la recherche agronomique[13],[14],[15].